# Tord de Crossley
El tord de Crossley (Geokichla crossleyi) és un ocell de la família dels túrdids (Turdidae).

## Hàbitat i distribució
Habita els boscos de les muntanyes del sud-est de Nigèria, Camerun, República del Congo i zona adjacent de la República Democràtica del Congo.